# Bonte coronamot
De bonte coronamot (Anania stachydalis) is een vlinder uit de familie van de grasmotten (Crambidae). De wetenschappelijke naam van de soort werd, als Pyralis stachydalis, voor het eerst geldig gepubliceerd in 1821 door Johann Leopold Theodor Friedrich Zincken. De spanwijdte van de vlinder bedraagt tussen de 23 en 25 millimeter. De imago kan makkelijk worden verward met (de in Nederland en België veel algemenere) gewone coronamot (Anania coronata). De soort overwintert als rups.

## Verspreiding
Deze soort komt in vrijwel geheel Europa voor met uitzondering van IJsland, Noorwegen, Ierland en Portugal. Verder komt bonte coronamot voor in Israël, Georgië en Siberië.

### Voorkomen in Nederland en België
De bonte coronamot is in Nederland en in België een niet zo algemene soort. De soort heeft jaarlijks één generatie die vliegt van eind mei tot in augustus.

## Waardplanten
De bonte coronamot heeft soorten uit het geslacht andoorn (Stachys, waarnaar de wetenschappelijke naam van deze vlinder verwijst) als waardplanten, waaronder bosandoorn (Stachys sylvatica), moerasandoorn (Stachys palustris) en akkerandoorn (Stachys arvensis0.